# Суфа (кібуц)
Суфа (івр. סופה) — кібуц на півдні Ізраїлю. Входить до групи селищ Хевель-Шалом на північному заході пустелі Негев, неподалік від кордону з Сектором Гази. Підпадає під юрисдикцію регіональної ради Ешколь. У 2021 році тут проживало 227 осіб.